# القمة الروسية الأمريكية 2021 (قمة جنيف)
قالب:سلسلة فلاديمير بوتين
القمة الروسية الأمريكية لعام 2021 هي اجتماع قمة مخطط له بين رئيس الولايات المتحدة جو بايدن والرئيس الروسي فلاديمير بوتين (المعروفة أيضًا باسم قمة بايدن-بوتين) في 16 يونيو 2021 في جنيف، سويسرا.

## خلفية تاريخية
قبل القمة المقررة، التقى بايدن وبوتين مرة واحدة، في موسكو في مارس 2011، عندما كان بايدن نائبًا للرئيس باراك اوباما، وكان بوتين رئيسًا للوزراء. بعد اجتماع رسمي وصفه بايدن في مذكراته بأنه «جدلي»، التقى هو وبوتين على انفراد، حيث قال بايدن «السيد رئيس الوزراء، أنا أنظر في عينيك» (في إشارة إلى اجتماع عام 2001 بين بوتين والرئيس. بوش، الذي قال فيما بعد «نظرت في عيني الرجل... تمكنت من الشعور بروحه»). وتابع بايدن: «لا أعتقد أن لديك روحًا». أجاب بوتين: «نحن نفهم بعضنا البعض».
كنائب للرئيس، حث جو بايدن الحكومة الأوكرانية على التخلص من الوسطاء مثل الأوليغارش دميتري فيرتاش من صناعة الغاز الطبيعي في البلاد، وتقليل اعتماد البلاد على واردات الغاز الطبيعي الروسي. قال فيرتاش إنه تم تعيينه كوسيط من قبل زعيم الجريمة المنظمة الروسي سيميون موغيليفيتش؛ وافق بوتين على التعيين. منذ عام 2014، تحارب فيرتاش تسليم المجرمين إلى الولايات المتحدة بموجب لائحة اتهام فيدرالية. تورط هو وغيره من الأوكرانيين الموالين لروسيا في جهود رودي جولياني ورفاقه في البحث عن معلومات قد تضر بآفاق بايدن الرئاسية لعام 2020. هذه الجهود هي موضوع تحقيقين فيدراليين مستمرين من قبل مكتبي المدعي العام في مانهاتن وبروكلين. 
أفاد مجتمع استخبارات الولايات المتحدة في مارس 2021 أن جهات استخباراتية روسية كانت تنشر روايات عن فساد مزعوم عن بايدن وعائلته وأوكرانيا منذ عام 2014 على الأقل.
قبل شهرين من القمة المقررة، فرضت إدارة بايدن إجراءات على روسيا لمعاقبة مجموعة متنوعة من أنشطة البلاد في السنوات الأخيرة، بما في ذلك التدخل في الانتخابات الرئاسية لعامي 2016 و 2020. وقال مستشار الأمن القومي جيك سوليفان إن الإجراءات تضمنت «مزيجًا من الأدوات المرئية وغير المرئية»، بما في ذلك عقوبات مالية بعيدة المدى.
وقال بايدن متحدثا إلى العسكريين الأمريكيين في بريطانيا في طريقهم إلى القمة، «نحن لا نسعى للصراع مع روسيا. نريد علاقة مستقرة يمكن التنبؤ بها. لقد كنت واضحًا: سترد الولايات المتحدة بطريقة قوية وذات مغزى إذا انخرطت الحكومة الروسية في أنشطة ضارة». وأضاف أنه «سيلتقي بالسيد بوتين ليعلمه بما أريده أن يعرفه».

## جدول الأعمال
ومن المتوقع أن تحدد القمة اتجاه العلاقة بين روسيا وإدارة بايدن. تم الإبلاغ على نطاق واسع أن الخلافات حول التدخل في الانتخابات؛ الهجمات الإلكترونية وبرامج الفدية؛ حقوق الإنسان؛ تسمم أليكسي نافالني وسجنه؛ وعلقت الحرب الروسية الأوكرانية على القمة، والتي ستكون أول لقاء وجها لوجه بين الرجلين منذ تولى الرئيس بايدن منصبه في يناير. كما سيكون الاستقرار النووي الاستراتيجي والصراعات الإقليمية على الطاولة. وكان الرجلان قد اتفقا في يناير على تمديد معاهدة ستارت الجديدة لحظر انتشار الأسلحة النووية لمدة خمس سنوات والتي كان من المفترض أن تنتهي في فبراير.
قال الرئيس بايدن إنه سيضغط على الرئيس بوتين لاحترام حقوق الإنسان. وقال الرئيس بوتين إنه يتوقع إجراء المحادثات بشكل بإيجابي، رغم أنه لا يتوقع انفراجة. وأضاف أن المزاعم القائلة بأن قراصنة روس كانوا وراء هجوم إلكتروني عطل إنتاج اللحوم في أمريكا الشمالية وأستراليا كانت محاولة لإثارة خلاف سياسي قبل القمة، بحسب ما أوردته وكالة إنترفاكس للأنباء.

### مكان القمة
ستعقد القمة في فيلا لا جرانج التاريخية، وهي مبنى من القرن الثامن عشر يطل على بحيرة جنيف. أغلقت الشرطة والجنود السويسريون الحدائق المحيطة بالفيلا في الفترة التي سبقت الحدث، ونصبوا الحواجز والأسلاك الشائكة.
تم عقد قمتين في جنيف خلال الحرب الباردة. عقد زعماء بريطانيا وفرنسا والاتحاد السوفيتي والولايات المتحدة قمة عام 1955 لمناقشة الأمن العالمي. وعقد الرئيس الأمريكي رونالد ريغان والأمين العام السوفيتي ميخائيل جورباتشوف قمة في عام 1985 لمناقشة العلاقات الدبلوماسية والأسلحة النووية.
ضغطت سويسرا المحايدة، التي لم تنضم إلى العقوبات الغربية ضد روسيا بسبب ضمها لمنطقة القرم من أوكرانيا عام 2014، بقوة من أجل الوصول إلى القمة الأخيرة.

## الوفود

### United States delegation
- رئيس الولايات المتحدة، جو بايدن[15]
- Secretary of State, أنتوني بلينكن[15]
- National Security Advisor, جيك سوليفان[15]
- Under Secretary of State for Political Affairs, فيكتوريا نولاند[15]
- United States Ambassador to Russia, جون سوليفان[15]
- National Security Council Top Russia Advisor, Eric Green[15]
- National Security Council Top Russia Advisor, Stergos Kaloudis[16]

### Russian delegation
- رئيس روسيا، فلاديمير بوتين[17]
- Russian Foreign Affairs Minister, سيرغي لافروف[17]
- Russian Ambassador to the US, أناتولي أنتونوف[17]
- Foreign Affairs Assistant to the President, يوري أوشاكوف[17]
- Kremlin Press Secretary, ديمتري بيسكوف[17]
- Chief of the Russian General Staff, فاليري غيراسيموف[17]
- Deputy Foreign Affairs Minister, Sergei Ryabkov[17]
- Deputy Kremlin Chief of Staff, Dmitry Kozak[17]
- Special Representative of the Russian President for the Syrian Settlement, Alexander Lavrentyev[17]